# Campeonato Europeo Sub-18 1961
El Campeonato Europeo Sub-18 1961 se llevó a cabo en Portugal del 30 de marzo al 8 de abril y contó con la participación de 13 selecciones juveniles de Europa.
El anfitrión Portugal venció en la final a Polonia para ganar el título por primera vez.

## Participantes
| - Austria - Bélgica - Inglaterra - Francia - Alemania Federal | - Grecia - Italia - Países Bajos - Polonia | - Portugal (anfitrión) - Rumania - España - Turquía |

## Fase de grupos

### Grupo A
| País       | J | G | E | P | GF | GC | GD | Pts |
| ---------- | - | - | - | - | -- | -- | -- | --- |
| Portugal   | 2 | 1 | 1 | 0 | 4  | 0  | +4 | 3   |
| Italia     | 2 | 1 | 1 | 0 | 3  | 2  | +1 | 3   |
| Inglaterra | 2 | 0 | 0 | 2 | 2  | 7  | –5 | 0   |

| 30 de marzo | Portugal   | 0–0 | Italia     |
| 2 de abril  | Inglaterra | 0–4 | Portugal   |
| 4 abril     | Italia     | 3–2 | Inglaterra |

### Grupo B
| País    | J | G | E | P | GF | GC | GD | Pts |
| ------- | - | - | - | - | -- | -- | -- | --- |
| España  | 2 | 1 | 1 | 0 | 8  | 3  | +5 | 3   |
| Turquía | 2 | 1 | 1 | 0 | 8  | 5  | +3 | 3   |
| Austria | 2 | 0 | 0 | 2 | 4  | 12 | –8 | 0   |

| 30 de marzo | Austria | 3–6 | Turquía |
| 1 de abril  | Turquía | 2–2 | España  |
| 4 abril     | España  | 6–1 | Austria |

### Grupo C
| País             | J | G | E | P | GF | GC | GD | Pts |
| ---------------- | - | - | - | - | -- | -- | -- | --- |
| Alemania Federal | 3 | 2 | 1 | 0 | 7  | 0  | +7 | 5   |
| Rumania          | 3 | 2 | 1 | 0 | 4  | 1  | +3 | 5   |
| Países Bajos     | 3 | 0 | 1 | 2 | 2  | 7  | –5 | 1   |
| Bélgica          | 3 | 0 | 1 | 2 | 1  | 6  | –5 | 1   |

| 30 de marzo | Alemania Federal | 4–0 | Bélgica          |
|             | Rumania          | 3–1 | Países Bajos     |
| 1 abril     | Bélgica          | 1–1 | Países Bajos     |
| 2 abril     | Alemania Federal | 0–0 | Rumania          |
| 4 abril     | Países Bajos     | 0–3 | Alemania Federal |
|             | Rumania          | 1–0 | Bélgica          |

### Grupo D
| País    | J | G | E | P | GF | GC | GD | Pts |
| ------- | - | - | - | - | -- | -- | -- | --- |
| Polonia | 2 | 1 | 1 | 0 | 6  | 3  | +3 | 3   |
| Francia | 2 | 1 | 0 | 1 | 4  | 6  | –2 | 2   |
| Grecia  | 2 | 0 | 1 | 1 | 4  | 5  | –1 | 1   |

| 30 de marzo | Polonia | 4–1 | Francia |
| 2 de abril  | Francia | 3–2 | Grecia  |
| 4 abril     | Grecia  | 2–2 | Polonia |

## Fase Final
|  | Semifinales        | Semifinales        |   |                    | Final              | Final |  |
|  |                    |                    |   |                    |                    |       |  |
|  |                    |                    |   |                    |                    |       |  |
|  | Lisboa, 6 de abril |                    |   |                    |                    |       |  |
|  | Portugal           | 4                  |   |                    |                    |       |  |
|  | España             | 1                  |   |                    |                    |       |  |
|  |                    |                    |   |                    |                    |       |  |
|  |                    |                    |   |                    | Lisboa, 8 de abril |       |  |
|  |                    |                    |   |                    | Portugal           | 4     |  |
|  |                    | Polonia            | 0 |                    |                    |       |  |
|  |                    |                    |   |                    |                    |       |  |
|  |                    |                    |   |                    |                    |       |  |
|  |                    |                    |   |                    | Tercer lugar       |       |  |
|  | Oporto, 6 de abril | Oporto, 6 de abril |   | Lisboa, 8 de abril | Lisboa, 8 de abril |       |  |
|  | Alemania Federal   | 1                  |   | España             | 1                  |       |  |
|  | Polonia            | 2                  |   |                    | Alemania Federal   | 2     |  |

## Campeón
| Eurocopa Sub-18 1961 |
| -------------------- |
| Bandera de Portugal  |
| Portugal 1º Título   |

## Amistosos
Durante el torneo también se jugaron algunos partidos ajenos al torneo:
| Equipo 1 | Resultado | Equipo 2   |
| -------- | --------- | ---------- |
| España   | 0-0       | Inglaterra |
| Austria  | 0-3       | Polonia    |
| Portugal | 3-1       | Francia    |